# Dansk Automobilfabrik
Dansk Automobilfabrik, vorher Dansk Automobil & Cyclefabrik, war ein dänischer Hersteller von Automobilen.

## Unternehmensgeschichte
Hans Christian Christiansen, der zuvor schon in seinem Unternehmen Christiansen Automobile herstellte, und A. E. Fonnesbech-Wulff gründeten am 25. Februar 1901 in Kopenhagen das Unternehmen Dansk Automobil & Cyclefabrik zur Produktion von Automobilen. 1903 erfolgte die Umbenennung in Dansk Automobilfabrik. 1908 endete die Produktion. Insgesamt entstanden etwa 75 Fahrzeuge.

## Fahrzeuge
Anfangs gab es die Modelle 2 HP und 6 HP, unter anderem in der Karosserieform Vis-à-vis. Ab 1903 standen verschiedene Modelle mit Einzylinder- und Zweizylindermotor zur Verfügung. Ab 1905 gab es das Modell 12/16 HP mit Vierzylindermotor. Die Motoren kamen von Cudell.